# برامداغ بوجتي
برامداغ بوجتي (بالأردوية: براہمدغ خان بگٹی)‏ هو مؤسس وزعيم الحزب الجمهوري البلوشي، وهي جماعة قومية بلوشية انشقت عن الحزب الوطني الجمهوري الذي أسسه عمه طلال أكبر بوجتي عام 2008. والذي يعيش حاليًا في منفاه في سويسرا. في عام 2017 رفضت السلطات السويسرية طلب لجوئه، وقالت السلطات السويسرية إن طلب اللجوء الذي قدمه بوجتي تم رفضه لأنه متورط في أنشطة متصلة بالإرهاب. كما مُنع صهره مهران مري من دخول سويسرا. وذكرت السلطات السويسرية أن كلا من برامداغ بوجتي ومهران مري هما خطر أمني على سويسرا.